# Seizō Fukumoto
Pour les articles homonymes, voir Fukumoto.
Seizō Fukumoto (福本 清三, Fukumoto Seizō), né le 3 février 1943 à Kyoto et mort le 1er janvier 2021 dans la même ville, est un acteur japonais.

## Biographie
Seizō Fukumoto a commencé sa carrière d'acteur à l'âge de 15 ans à Kyoto. Spécialisé dans les films et téléfilms du genre jidai-geki, soit situé à l'époque Edo, il a le plus souvent interprété des personnages de rōnin, bien que sa riche carrière lui a permis d'endosser tous les rôles du genre. Il a un talent particulier pour le kirareyaku, dont il est un des spécialistes au Japon, soit le personnage qui se fait tuer lors d'un combat d'épée, si bien qu'il est surnommé « l'homme qui a été tué 50 000 fois à l'écran »,,. Néanmoins, Seizō Fukumoto apparaît aussi dans des drames modernes en tant que policier ou yakuza.
En 2003, il interprète le rôle du samouraï silencieux dans le film américain Le Dernier Samouraï d'Edward Zwick. En 2014, il incarne pour la première fois le personnage principal d'un film dans Uzumasa Limelight de Ken Ochiai (ja) et il obtient le prix du meilleur acteur pour son interprétation au festival FanTasia,.
Il meurt le 1er janvier 2021 à l'âge de 77 ans à son domicile de Kyoto des suites d'un cancer du poumon.

## Filmographie partielle
- 1974 : The Street Fighter's Last Revenge (逆襲！殺人拳, Gyakushū! Satsujin ken?) de Shigehiro Ozawa : Gondo
- 1978 : Les Évadés de l'espace (宇宙からのメッセージ, Uchū kara no messēji?) de Kinji Fukasaku
- 1979 : Nihon no fikusā (日本の黒幕?) de Yasuo Furuhata : Nakahashi
- 1979 : Sanada Yukimura no bōryaku (真田幸村の謀略?) de Sadao Nakajima
- 1981 : Samurai Reincarnation (魔界転生, Makai tenshō?) de Kinji Fukasaku : un ninja
- 1982 : Le Feu de la vengeance (吼えろ鉄拳, Hoero! Tekken?) de Norifumi Suzuki
- 1982 : Ninja Wars (伊賀忍法帖, Iga ninpōchō?) de Kōsei Saitō
- 2001 : Red Shadow (RED SHADOW 赤影, Reddo shadō akakage?) de Hiroyuki Nakano : Sasai
- 2003 : Le Dernier Samouraï (The Last Samurai) d'Edward Zwick : le samouraï silencieux, dit Bob
- 2014 : Uzumasa Limelight (太秦ライムライト, Uzumasa raimuraito?) de Ken Ochiai (ja) : Seiichi

## Distinctions

### Récompenses
- 2004 : prix spécial aux Japan Academy Prize[7]
- 2014 : prix du meilleur acteur pour son interprétation dans Uzumasa Limelight au festival FanTasia[5]